# 이슈트반 1세
이슈트반 1세(헝가리어: I. István, 슬로바키아어: Štefan I. 슈테판 1세, 975년경 에스테르곰 ~ 1038년 8월 15일 에스테르곰 또는 세케슈페헤르바르)는 버이크(Vajk)라는 이름으로 태어난 헝가리의 대공(재위: 997년 ~ 1000년)이자 초대 헝가리의 국왕(재위: 1000년 ~ 1038년)이다. 성 이슈트반(헝가리어: Szent István, 라틴어: Sanctus Stephanus 쌍투스스테파누스[*])이라는 별칭으로 부르기도 한다.
그는 헝가리인들의 지배지를 판노니아 평원 전역으로 넓혔고, 동시에 이 지역에 대한 기독교 선교에도 힘썼으며, 보통 사실상의 헝가리 왕국의 개창자로 여겨진다. 헝가리에 기독교를 전파하여, 그 공으로 교황 그레고리오 7세로부터 헝가리의 사도왕이라는 작위를 얻게 되었다. 1083년 8월 20일, 교황은 이슈트반 1세, 그의 아들 임레, 주교 처나드의 겔레르트를 시성했다. 이슈트반은 헝가리에서 가장 인기 많은 기독교 성인 중 한 명이고, 1687년까지 그의 축일인 8월 20일은 헝가리의 개국 기념일로서 국경일이었다. 바이에른의 하인리히 2세의 딸인 바이에른의 기젤러와 혼인하였다.

## 생애

### 어린 시절

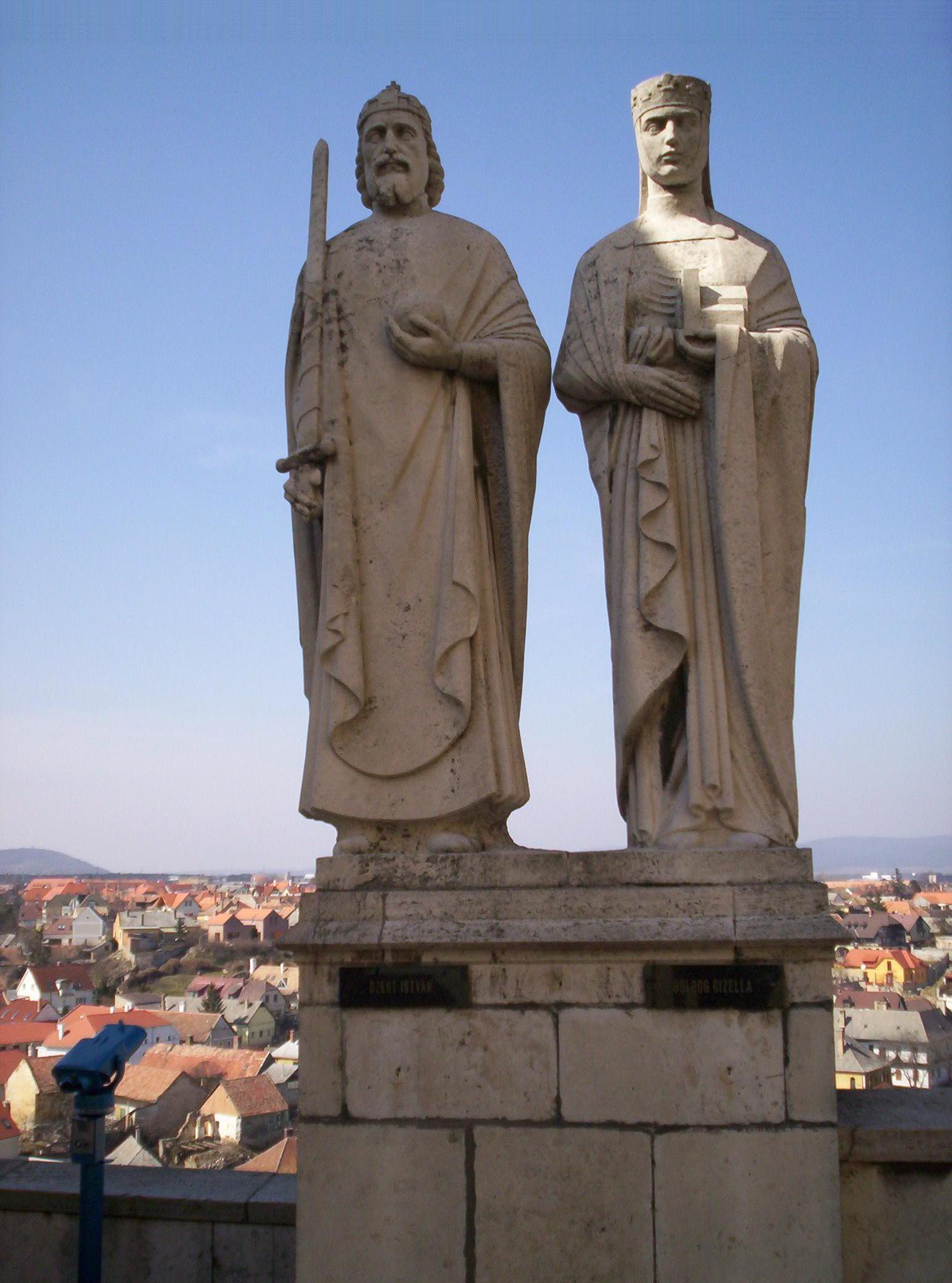
헝가리 베스프렘에 세워진 이슈트반 1세와 기셀라 왕비의 상

성 이슈트반 1세는 에스테르곰에서 버이크(Vajk)라는 이름으로 태어났다. 그의 아버지는 헝가리의 대공 게저이며, 어머니는 그리스에서 세례를 받은 헝가리인 귀족, 트란실바니아의 줄러 2세의 딸인 사롤트이다. 사롤트가 아버지의 트란실바니아 궁정에서 그리스의 주교 히에라테오스에 의해 동방 정교회 방식으로 세례를 받았으나, 그녀는 이 종교를 고집하지만은 않았다. 전설에 따르면 아달베르트 폰 프라크가 버이크와 그의 아버지 게저를 세례했다. 그는 기독교 초기의 성인 성 스테파노에 대한 존중의 의미로 스테파노(이슈트반)이라는 세례명을 받았다. 세례명이 히브리어로 ‘왕관’, 더 나아가 ‘기준’이라는 의미를 지녔음을 고려할때, 세례명의 선택은 의도되었을 가능성도 있다. 즉, 성 스테파노의 임무는 성 왕관을 통해 헝가리에 기준(성 왕관의 정책이라고도 불림)을 세우는 것이었다. 그러나 다른 이유도 생각해볼 수 있다. 파사우 교구에서 출신 여인의 약혼자로서 파사우의 주요 성인인 성 스테파노에 존경을 표하고 싶었을 뿐이라는 것이다.
이슈트반이 사춘기에 이르자 게저 대공은 집회를 열었고, 참석자들은 이슈트반이 그의 아버지의 뒤를 이어 헝가리인들의 군주가 될 것이라 결정했다. 하지만 이는 계승에 있어 우선권은 군주의 친척 중 가장 나이가 많은 이에게 간다는 머저르 부족 전통에 위배되는 것이었다.
이슈트반은 말지기 하인리히 2세의 딸인 바이에른의 기셀라와 결혼했다. 그 시기는 최소한 995년 이후이다. 이 결혼을 통해 이슈트반은 미래에 신성 로마 제국의 황제가 될 하인리히 2세의 자형이 되었다. 기셀라는 독일인 기사들과 함께 남편의 궁정에 왔다.

### 헝가리인들의 대공

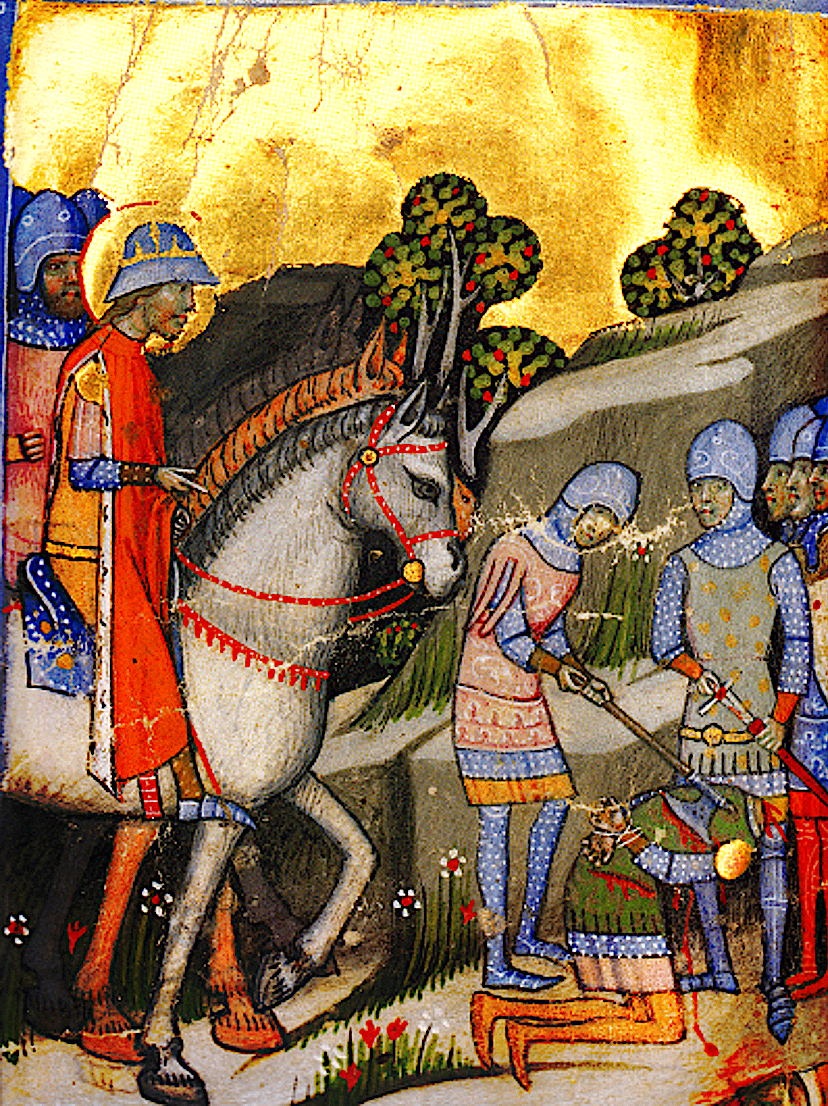
코퍼니 처형을 묘사한 중세의 삽화

997년, 이슈트반의 아버지 게저가 죽자 계승 전쟁이 뒤따랐다. 이슈트반은 머저르인들에게 기독교적 왕권신수설을 근거로 지배권을 주장했고, 쇼머지의 강력한 이교도 족장이었던 그의 삼촌 코퍼니는 전통적인 연장자 우선권을 근거로 지배권을 주장했다. 결국 두 사람은 베스프렘 인근에서 전투를 벌였고, 그곳에서 승리한 이슈트반은 헝가리인들의 대공이 되었다. 이슈트반의 승리는 퍼즈머니와 혼트 형제가 이끈 독일 수행단의 활약에 힘입은 바가 컸다. 당대에 쓰여진 판논할마의 수녀원의 재단 증서는 전투 와중에 독일인과 머저르인 사이에서 벌어진 격전을 분명히 묘사하고 있다. 따라서 이슈트반은 트란스다뉴비아에 대한 그의 권력을 강화하기는 하였으나, 헝가리의 몇몇 지역은 여전히 그의 지배를 받아들이지 않았었다.

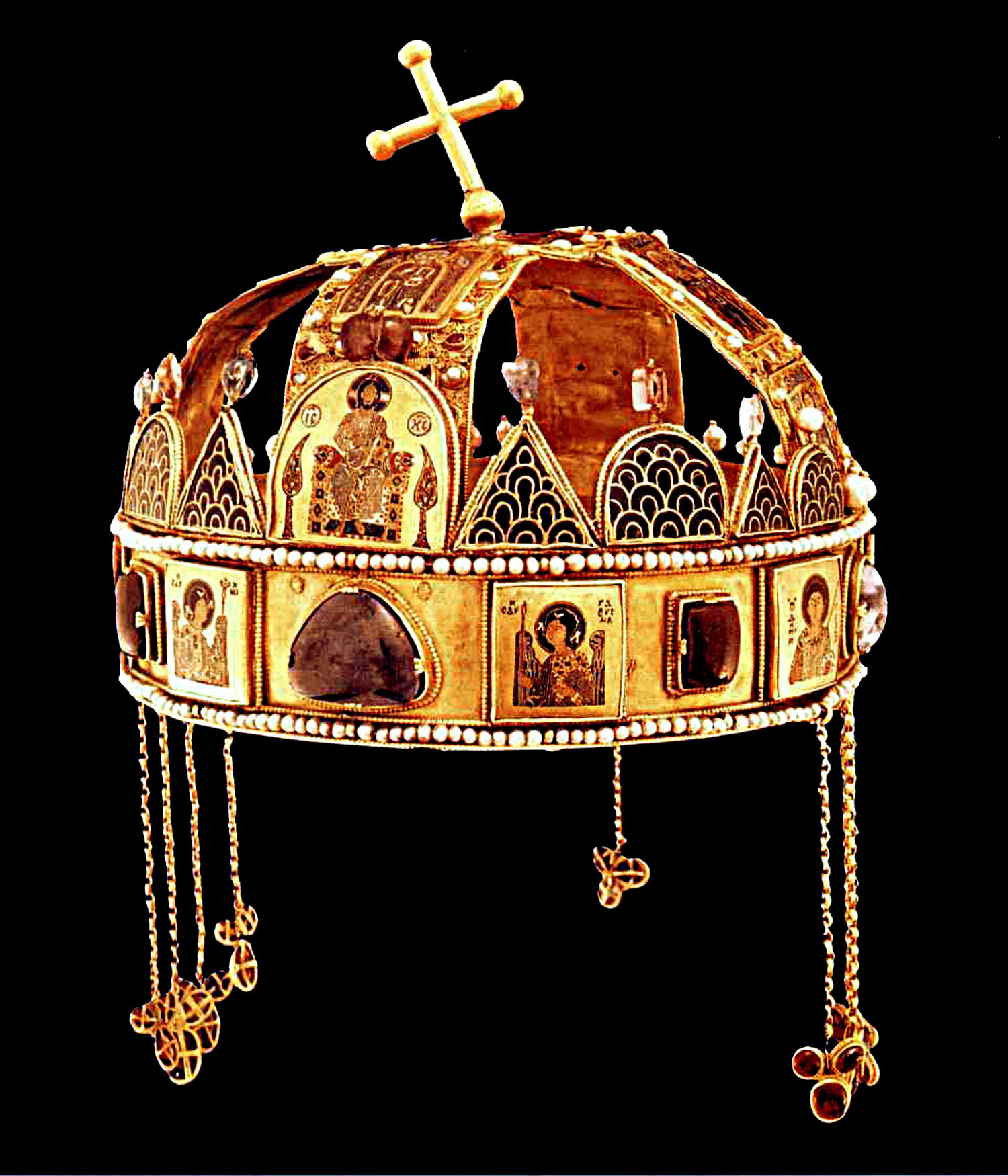
성 이슈트반 왕관

헝가리의 전설에 따르면 교황 실베스테르 2세는 신성 로마 제국의 황제 오토 3세의 동의 아래 이슈트반에게 보석으로 장식된 황금관, 사도의 십자가, 이슈트반이 공식적으로 헝가리의 기독교도 왕으로 인정하고 축복하는 편지를 보냈다. 후대는 이 전설을 교황이 헝가리가 신성 로마 제국으로부터 독립되어 있음을 인정한 것이라 해석했다. 이슈트반의 대관식이 치러진 날짜에 대해서는 1000년의 어느날부터 1001년 1월 1일까지 다양한 설이 있다.
이슈트반 1세는 성 왕관(성 이슈트반 왕관)과 성 왕관의 정책을 밀접하게 연관시켰는데, 이는 헝가리 왕국의 독특한 전통으로 기록된다. 하트윅의 전설에 따르면, 이슈트반은 그의 대관식 기간 동안에 그의 왕관을 동정녀 마리아에게 바쳤고, 이에 따라 신과 왕관(그리하여 이 왕관은 ‘성’ 왕관이 되었다.) 사이의 관계는 보호되었다. 이 관계는 성 왕관의 정책과 헝가리의 사도왕이라는 관념의 기본이 되었다. 현존하는 왕관은 아마 이슈트반이 사용했던 12세기의 그것과는 다른 것일 것이다. 하지만 왕관의 기원에 대해서는 아직도 논쟁 중이다.

### 헝가리의 초대 왕
《그림이 포함된 연대기》에 따르면, 최초의 헝가리인들의 왕은 아틸라이다. 그러나 고사본은 동시에 이슈트반 1세 역시 최초의 헝가리인들의 왕이라 주장한다. 또한 역사학자들은 성 이슈트반이 남긴 〈임레에게 주는 충고〉에서 다음과 같이 말한 것의 정확한 해석에 대해서도 논쟁 중이다.
| “ | Regale ornamentum scito esse maximum: sequi antecessores reges et honestos imitari parentos. 왕국에 있어 가장 위대한 행위란 옛 왕들을 따르고 부모를 모방하는 것이니라. | ” |

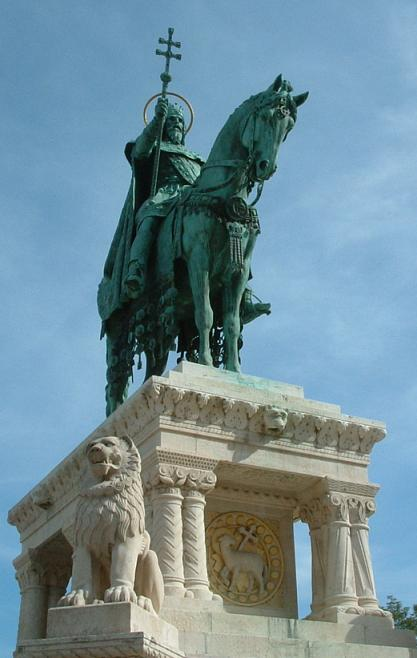
부다페스트의 성 이슈트반 1세 동상

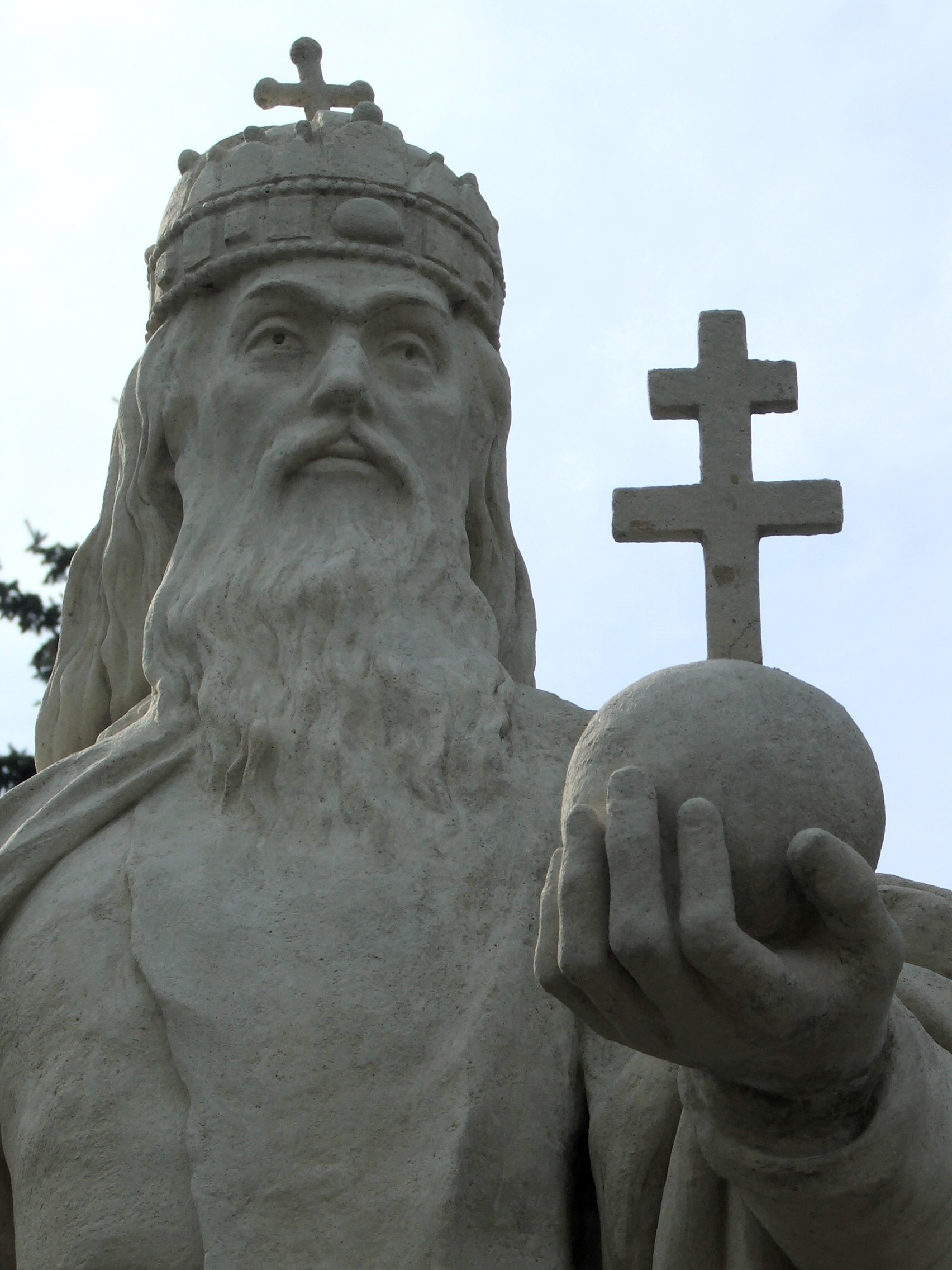
에스테르곰의 성 이슈트반 1세 상

이 발언에서 이슈트반이 ‘옛 왕들’이라고 한 것이 지칭할 대상은 아틸라와 님로드 밖에 없는 것이다. 그렇다면 왕국의 창건 역시 성 이슈트반의 업적이 아니라 그의 조상들의 것이 될지도 모른다.
대관식을 전후로 이슈트반은 이를 확실히하기 위해서 몇 개의 교구를 창설했다. 그것들은 각각 비하르 교구, 버츠 교구, 컬로사 교구, 죄르 교구, 베스프렘 교구이다. 그는 또한 에스테르곰 대교구를 창설했다. 이것은 독일의 대주교들에서 독립된 기독교 조직을 세운 것이다. 그는 또한 왕국의 주(comitatus, megye) 몇 곳에 영토에 기반한 행정 체계를 조직하기 시작했다.
이슈트반은 다양한 법의 제정을 통해 이교도 전통을 탄압하고 기독교를 강화했다. 그가 처음으로 제정한 법은 매 10가구당 1개의 교회를 건립하는 것이었는데, 그의 통치 초기에 이것은 논란이 되었다. 그는 또한 왕국의 전도를 위해 외국의 사제들을 헝가리로 초청했다. 그의 조언자로 종사한 성 아스트리쿠스, 그의 아들 임레의 스승이었던 성 처나드의 겔레르트는 이런 사제에 해당했다.

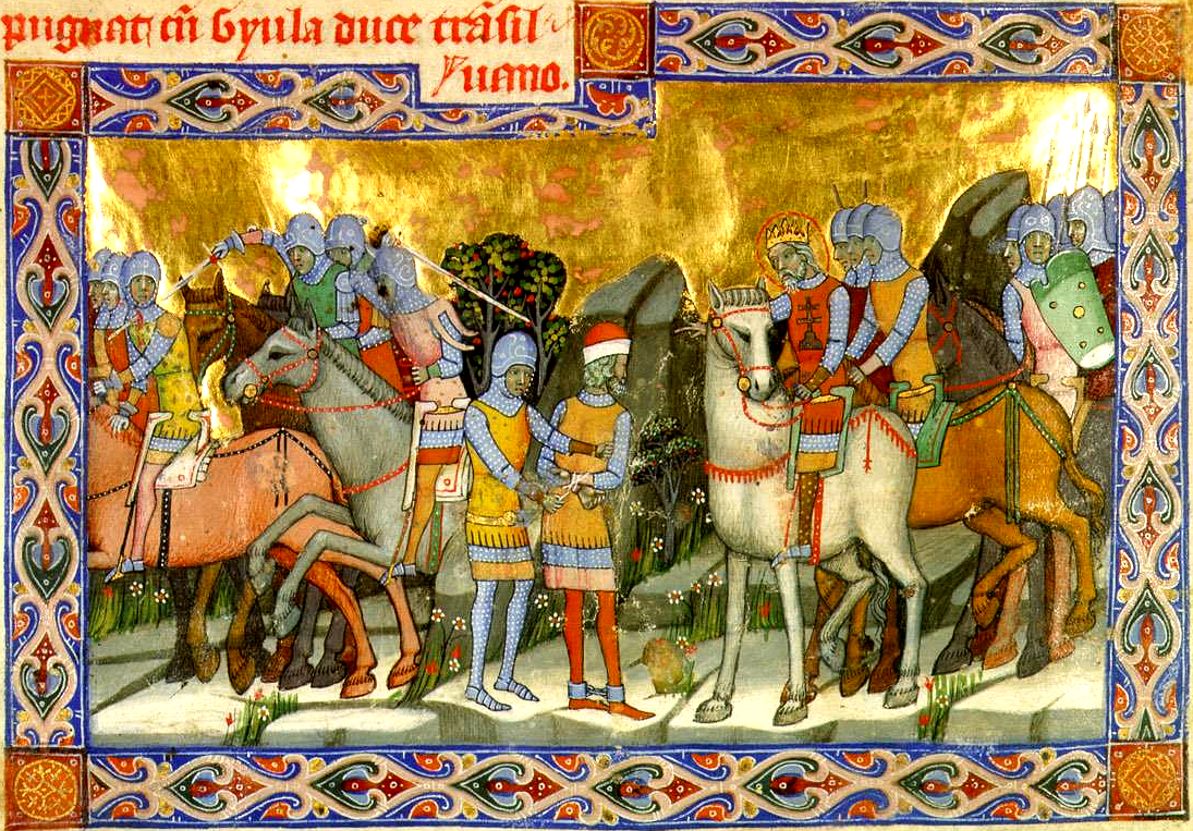
이슈트반 앞으로 인도된 줄러

1003년 경, 이슈트반은 반독립적 수령인 외삼촌 줄러가 지배하는 트란실바니아를 침공해 점령했다. 이 승리이후 이슈트반은 트란실바니아 교구를 조직했다. 이후 몇 년동안 그는 트란스다뉴비아 남부의 검은 머저르인들의 땅도 정복하고 페스 교구를 조직했다. 이 직후 그는 머트라 지역에 거주하던 카바르족의 수장이자 매부 어버 샤무엘의 동의 아래 그의 영지에 에게르 교구를 조직했다.
최후에 이슈트반은 후의 버너트 지방을 지배하던 반(半)이교도 수령 아흐툼의 영토를 점령했다. 이 지역에 이슈트반은 서너드 교구를 창설했다.

### 외정
이슈트반은 처남 하인리히 2세 황제와 동맹을 맺어 폴란드의 대공 모라바와 버흐 강 사이의 땅을 향해 영토를 확장 중이던 폴란드의 볼레스와프 1세 흐로브리에 대항했다. (출처 미상) 이슈트반은 황제의 군대에 원군을 파견했다. 1018년 바우츠 화약에서 폴란드의 대공은 점령한 영토를 모두 이슈트반에게 넘겼다.
그 직후 이슈트반은 볼레스와프 1세 흐로브리가 키예프 대공국에 대한 원정을 수행하는데 도움을 줬다. 1018년, 이슈트반은 비잔티움 제국의 황제 바실리우스 2세와 동맹을 맺고 불가리아로 직접 원정을 떠났다. 이 원정에서 그는 여러 성유물들을 수집했다.
하인리히 2세의 죽음(1024년 7월 3일) 이후 새로운 신성 로마 제국의 황제 콘라트 2세가 헝가리 왕국에 대한 패권을 주장했기 때문에 이슈트반은 독일과의 동맹을 끊었다. 그러는 동시에 이슈트반은 바이에른 공국을 하인리히 2세(그는 바이에른의 옛 공작들 최후의 남성 후손이었음)와 가장 가까운 친척인 자신의 아들 임레에게 줄 것을 요구했다. 1027년, 이슈트반은 콘라트 2세가 비잔티움 제국에 보낸 사절인 스트라스부르의 베르너 주교를 국경에서 사로잡았다. 1030년, 콘라트 2세는 헝가리에 군대를 보냈으나 이슈트반의 군세에 의해 패퇴했다. 1031년, 콘라트 2세와 이슈트반은 평화 조약을 맺었다. 라이타강과 피샤강 사이의 땅 모두가 헝가리에 양도되었다.

### 이슈트반의 만년
이슈트반은 본래 은퇴하여 왕국을 아들 임레에게 넘기고 그는 명상을 하며 여생을 보낼 생각이었다. 하지만 임레가 1031년에 사냥 중 얻은 상처로 인해 죽었다. 이슈트반은 상 중에 이렇게 말했다.
| “ | 신의 비밀스런 명령으로 죽음이 그를 데려갔다고는 하나 사악은 그의 영혼을 더럽힐 수 없고, 거짓된 상상은 그의 정신을 속이지 못 하리라 ─ 《지혜의 서》가 이른 죽음에 대해 가르쳐 주었다. | ” |

이슈트반은 오랫동안 아들의 죽음에 대해 애석해 했고, 건강마저 망쳤다. 비록 회복되기는 했으나 예전과 같은 활력도 찾지 못했다. 이슈트반은 아들이 없었고 친척들 가운데서도 왕국의 현 정책을 유지하고 기독교를 국교로 유지할 이를 찾지 못했다. 그는 이교적 전통을 유지하고 있다는 의심을 받은 사촌 버줄 공작에게 왕국을 넘기고 싶지 않았었다. 무시당한 공작은 이슈트반 1세 암살 모의에 참여했으나, 암살 시도는 실패했고 버줄은 눈알을 뽑히고 귓구멍으로 납액을 흘리는 형을 언도받았다. 성 이슈트반 1세는 후계자도 없이 죽음을 맞이했다. 죽기 직전 그는 오른손으로 성 왕관을 들어 동정녀 마리아에게 기도를 올리며 그녀가 여왕이 되어 헝가리인들을 보살펴주기를 부탁했다. 이슈트반은 1038년 8월 15일, 성모 승천일에 에스테르곰·센키럴리 또는 그가 묻힌 세케슈페헤르바르에서 죽음을 맞이했다. 귀족들과 추종자들은 3년간 상을 지냈다고 회자된다. (출처 미상)

## 이슈트반의 유산

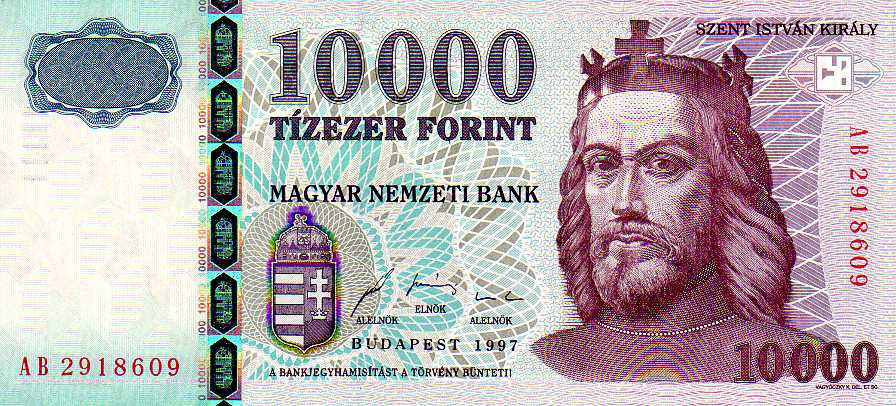
이슈트반 1세의 초상화가 그려진 헝가리 10,000 포린트 지폐

이슈트반이 죽자 그가 생전에 후계자로 내정해놓은 조카 오르세올로 페테르와 매제 어버 샤무엘이 왕위를 두고 다투었다. 9년 간의 분쟁 끝에 1047년, 이슈트반의 사촌 언드라시 1세가 헝가리의 왕으로 즉위하여 아르파드 왕조를 복구했다. 헝가리의 역사학은 페테르와 샤무엘을 아르파드 왕조의 일원으로 간주한다.
이슈트반의 죽음 직후 그의 무덤에서 치유의 기적이 일어났다고 전해진다. 1083년, 교황 그레고리오 7세는 성 임레, 성 겔레르트(헝가리어: Szent Gellért)와 더불어 이슈트반을 헝가리의 성 이슈트반으로 시성했다. 이에 따라서 성 이슈트반은 성인의 새로운 유형인 참회왕이 되었다. 그는 헝가리, 왕, 죽어가는 아이들, 석공, 석수, 벽돌공의 수호 성인으로 추앙받는다.
성 이슈트반은 트리엔트 달력에 언급되지 않는다. 그의 축일은 1631년의 로마 가톨릭 성인 달력에 추가되었으며, 그나마도 성 클레르보의 베르나르의 축일인 8월 20일에 기념될 뿐이다. 1687년, 그의 축일은 9월 2일로 바뀌었고, 이는 1969년판 로마 가톨릭 성인 달력까지 유지되었다. 본래 8월 16일이 축일이었던 성 요아킴의 축일이 9월 2일로 바뀜에 따라 성 이슈트반의 축일은 그가 죽은 날로 바뀌었다. 하지만 몇몇 가톨릭 전통주의자들은 1970년 이전의 성인 달력을 따르고 있다.
헝가리 교회의 달력에서 그의 축일은 그의 성유물이 부다 시로 옮겨진 8월 20일이다. 헝가리의 공산주의 시대에는 성 이슈트반의 축일은 1949년판 스탈린주의 헌법의 ‘새로운 빵 - 추수의 끝 기념일’로 대신되었다.

## 같이 보기
- 센트이슈트반 대학